# Млин (шахи)
У шахах, млин — типова шахова комбінація з чергуванням шахів та відкритих шахів, яку проводить один із гравців під час атаки, зазвичай турою та слоном. За допомогою неї можна виграти значну кількість матеріалу. Цю комбінацію також часто називають see-saw (бачу-побачив).

## Приклади
|   | a | b | c | d | e | f | g | h |   |
| 8 | a8 чорна тура · e8 чорна тура · f8 чорний кінь · g8 чорний король · a7 чорний пішак · b7 чорний слон · f7 чорний пішак · g7 чорний пішак · d6 чорний пішак · e6 чорний пішак · h6 чорний пішак · b5 чорний ферзь · g5 білий слон · h5 білий ферзь · b4 білий пішак · d4 білий пішак · e3 білий кінь · g3 біла тура · a2 білий пішак · f2 білий пішак · g2 білий пішак · h2 білий пішак · e1 біла тура · g1 білий король | a8 чорна тура · e8 чорна тура · f8 чорний кінь · g8 чорний король · a7 чорний пішак · b7 чорний слон · f7 чорний пішак · g7 чорний пішак · d6 чорний пішак · e6 чорний пішак · h6 чорний пішак · b5 чорний ферзь · g5 білий слон · h5 білий ферзь · b4 білий пішак · d4 білий пішак · e3 білий кінь · g3 біла тура · a2 білий пішак · f2 білий пішак · g2 білий пішак · h2 білий пішак · e1 біла тура · g1 білий король | a8 чорна тура · e8 чорна тура · f8 чорний кінь · g8 чорний король · a7 чорний пішак · b7 чорний слон · f7 чорний пішак · g7 чорний пішак · d6 чорний пішак · e6 чорний пішак · h6 чорний пішак · b5 чорний ферзь · g5 білий слон · h5 білий ферзь · b4 білий пішак · d4 білий пішак · e3 білий кінь · g3 біла тура · a2 білий пішак · f2 білий пішак · g2 білий пішак · h2 білий пішак · e1 біла тура · g1 білий король | a8 чорна тура · e8 чорна тура · f8 чорний кінь · g8 чорний король · a7 чорний пішак · b7 чорний слон · f7 чорний пішак · g7 чорний пішак · d6 чорний пішак · e6 чорний пішак · h6 чорний пішак · b5 чорний ферзь · g5 білий слон · h5 білий ферзь · b4 білий пішак · d4 білий пішак · e3 білий кінь · g3 біла тура · a2 білий пішак · f2 білий пішак · g2 білий пішак · h2 білий пішак · e1 біла тура · g1 білий король | a8 чорна тура · e8 чорна тура · f8 чорний кінь · g8 чорний король · a7 чорний пішак · b7 чорний слон · f7 чорний пішак · g7 чорний пішак · d6 чорний пішак · e6 чорний пішак · h6 чорний пішак · b5 чорний ферзь · g5 білий слон · h5 білий ферзь · b4 білий пішак · d4 білий пішак · e3 білий кінь · g3 біла тура · a2 білий пішак · f2 білий пішак · g2 білий пішак · h2 білий пішак · e1 біла тура · g1 білий король | a8 чорна тура · e8 чорна тура · f8 чорний кінь · g8 чорний король · a7 чорний пішак · b7 чорний слон · f7 чорний пішак · g7 чорний пішак · d6 чорний пішак · e6 чорний пішак · h6 чорний пішак · b5 чорний ферзь · g5 білий слон · h5 білий ферзь · b4 білий пішак · d4 білий пішак · e3 білий кінь · g3 біла тура · a2 білий пішак · f2 білий пішак · g2 білий пішак · h2 білий пішак · e1 біла тура · g1 білий король | a8 чорна тура · e8 чорна тура · f8 чорний кінь · g8 чорний король · a7 чорний пішак · b7 чорний слон · f7 чорний пішак · g7 чорний пішак · d6 чорний пішак · e6 чорний пішак · h6 чорний пішак · b5 чорний ферзь · g5 білий слон · h5 білий ферзь · b4 білий пішак · d4 білий пішак · e3 білий кінь · g3 біла тура · a2 білий пішак · f2 білий пішак · g2 білий пішак · h2 білий пішак · e1 біла тура · g1 білий король | a8 чорна тура · e8 чорна тура · f8 чорний кінь · g8 чорний король · a7 чорний пішак · b7 чорний слон · f7 чорний пішак · g7 чорний пішак · d6 чорний пішак · e6 чорний пішак · h6 чорний пішак · b5 чорний ферзь · g5 білий слон · h5 білий ферзь · b4 білий пішак · d4 білий пішак · e3 білий кінь · g3 біла тура · a2 білий пішак · f2 білий пішак · g2 білий пішак · h2 білий пішак · e1 біла тура · g1 білий король | 8 |
| 7 | a8 чорна тура · e8 чорна тура · f8 чорний кінь · g8 чорний король · a7 чорний пішак · b7 чорний слон · f7 чорний пішак · g7 чорний пішак · d6 чорний пішак · e6 чорний пішак · h6 чорний пішак · b5 чорний ферзь · g5 білий слон · h5 білий ферзь · b4 білий пішак · d4 білий пішак · e3 білий кінь · g3 біла тура · a2 білий пішак · f2 білий пішак · g2 білий пішак · h2 білий пішак · e1 біла тура · g1 білий король | a8 чорна тура · e8 чорна тура · f8 чорний кінь · g8 чорний король · a7 чорний пішак · b7 чорний слон · f7 чорний пішак · g7 чорний пішак · d6 чорний пішак · e6 чорний пішак · h6 чорний пішак · b5 чорний ферзь · g5 білий слон · h5 білий ферзь · b4 білий пішак · d4 білий пішак · e3 білий кінь · g3 біла тура · a2 білий пішак · f2 білий пішак · g2 білий пішак · h2 білий пішак · e1 біла тура · g1 білий король | a8 чорна тура · e8 чорна тура · f8 чорний кінь · g8 чорний король · a7 чорний пішак · b7 чорний слон · f7 чорний пішак · g7 чорний пішак · d6 чорний пішак · e6 чорний пішак · h6 чорний пішак · b5 чорний ферзь · g5 білий слон · h5 білий ферзь · b4 білий пішак · d4 білий пішак · e3 білий кінь · g3 біла тура · a2 білий пішак · f2 білий пішак · g2 білий пішак · h2 білий пішак · e1 біла тура · g1 білий король | a8 чорна тура · e8 чорна тура · f8 чорний кінь · g8 чорний король · a7 чорний пішак · b7 чорний слон · f7 чорний пішак · g7 чорний пішак · d6 чорний пішак · e6 чорний пішак · h6 чорний пішак · b5 чорний ферзь · g5 білий слон · h5 білий ферзь · b4 білий пішак · d4 білий пішак · e3 білий кінь · g3 біла тура · a2 білий пішак · f2 білий пішак · g2 білий пішак · h2 білий пішак · e1 біла тура · g1 білий король | a8 чорна тура · e8 чорна тура · f8 чорний кінь · g8 чорний король · a7 чорний пішак · b7 чорний слон · f7 чорний пішак · g7 чорний пішак · d6 чорний пішак · e6 чорний пішак · h6 чорний пішак · b5 чорний ферзь · g5 білий слон · h5 білий ферзь · b4 білий пішак · d4 білий пішак · e3 білий кінь · g3 біла тура · a2 білий пішак · f2 білий пішак · g2 білий пішак · h2 білий пішак · e1 біла тура · g1 білий король | a8 чорна тура · e8 чорна тура · f8 чорний кінь · g8 чорний король · a7 чорний пішак · b7 чорний слон · f7 чорний пішак · g7 чорний пішак · d6 чорний пішак · e6 чорний пішак · h6 чорний пішак · b5 чорний ферзь · g5 білий слон · h5 білий ферзь · b4 білий пішак · d4 білий пішак · e3 білий кінь · g3 біла тура · a2 білий пішак · f2 білий пішак · g2 білий пішак · h2 білий пішак · e1 біла тура · g1 білий король | a8 чорна тура · e8 чорна тура · f8 чорний кінь · g8 чорний король · a7 чорний пішак · b7 чорний слон · f7 чорний пішак · g7 чорний пішак · d6 чорний пішак · e6 чорний пішак · h6 чорний пішак · b5 чорний ферзь · g5 білий слон · h5 білий ферзь · b4 білий пішак · d4 білий пішак · e3 білий кінь · g3 біла тура · a2 білий пішак · f2 білий пішак · g2 білий пішак · h2 білий пішак · e1 біла тура · g1 білий король | a8 чорна тура · e8 чорна тура · f8 чорний кінь · g8 чорний король · a7 чорний пішак · b7 чорний слон · f7 чорний пішак · g7 чорний пішак · d6 чорний пішак · e6 чорний пішак · h6 чорний пішак · b5 чорний ферзь · g5 білий слон · h5 білий ферзь · b4 білий пішак · d4 білий пішак · e3 білий кінь · g3 біла тура · a2 білий пішак · f2 білий пішак · g2 білий пішак · h2 білий пішак · e1 біла тура · g1 білий король | 7 |
| 6 | a8 чорна тура · e8 чорна тура · f8 чорний кінь · g8 чорний король · a7 чорний пішак · b7 чорний слон · f7 чорний пішак · g7 чорний пішак · d6 чорний пішак · e6 чорний пішак · h6 чорний пішак · b5 чорний ферзь · g5 білий слон · h5 білий ферзь · b4 білий пішак · d4 білий пішак · e3 білий кінь · g3 біла тура · a2 білий пішак · f2 білий пішак · g2 білий пішак · h2 білий пішак · e1 біла тура · g1 білий король | a8 чорна тура · e8 чорна тура · f8 чорний кінь · g8 чорний король · a7 чорний пішак · b7 чорний слон · f7 чорний пішак · g7 чорний пішак · d6 чорний пішак · e6 чорний пішак · h6 чорний пішак · b5 чорний ферзь · g5 білий слон · h5 білий ферзь · b4 білий пішак · d4 білий пішак · e3 білий кінь · g3 біла тура · a2 білий пішак · f2 білий пішак · g2 білий пішак · h2 білий пішак · e1 біла тура · g1 білий король | a8 чорна тура · e8 чорна тура · f8 чорний кінь · g8 чорний король · a7 чорний пішак · b7 чорний слон · f7 чорний пішак · g7 чорний пішак · d6 чорний пішак · e6 чорний пішак · h6 чорний пішак · b5 чорний ферзь · g5 білий слон · h5 білий ферзь · b4 білий пішак · d4 білий пішак · e3 білий кінь · g3 біла тура · a2 білий пішак · f2 білий пішак · g2 білий пішак · h2 білий пішак · e1 біла тура · g1 білий король | a8 чорна тура · e8 чорна тура · f8 чорний кінь · g8 чорний король · a7 чорний пішак · b7 чорний слон · f7 чорний пішак · g7 чорний пішак · d6 чорний пішак · e6 чорний пішак · h6 чорний пішак · b5 чорний ферзь · g5 білий слон · h5 білий ферзь · b4 білий пішак · d4 білий пішак · e3 білий кінь · g3 біла тура · a2 білий пішак · f2 білий пішак · g2 білий пішак · h2 білий пішак · e1 біла тура · g1 білий король | a8 чорна тура · e8 чорна тура · f8 чорний кінь · g8 чорний король · a7 чорний пішак · b7 чорний слон · f7 чорний пішак · g7 чорний пішак · d6 чорний пішак · e6 чорний пішак · h6 чорний пішак · b5 чорний ферзь · g5 білий слон · h5 білий ферзь · b4 білий пішак · d4 білий пішак · e3 білий кінь · g3 біла тура · a2 білий пішак · f2 білий пішак · g2 білий пішак · h2 білий пішак · e1 біла тура · g1 білий король | a8 чорна тура · e8 чорна тура · f8 чорний кінь · g8 чорний король · a7 чорний пішак · b7 чорний слон · f7 чорний пішак · g7 чорний пішак · d6 чорний пішак · e6 чорний пішак · h6 чорний пішак · b5 чорний ферзь · g5 білий слон · h5 білий ферзь · b4 білий пішак · d4 білий пішак · e3 білий кінь · g3 біла тура · a2 білий пішак · f2 білий пішак · g2 білий пішак · h2 білий пішак · e1 біла тура · g1 білий король | a8 чорна тура · e8 чорна тура · f8 чорний кінь · g8 чорний король · a7 чорний пішак · b7 чорний слон · f7 чорний пішак · g7 чорний пішак · d6 чорний пішак · e6 чорний пішак · h6 чорний пішак · b5 чорний ферзь · g5 білий слон · h5 білий ферзь · b4 білий пішак · d4 білий пішак · e3 білий кінь · g3 біла тура · a2 білий пішак · f2 білий пішак · g2 білий пішак · h2 білий пішак · e1 біла тура · g1 білий король | a8 чорна тура · e8 чорна тура · f8 чорний кінь · g8 чорний король · a7 чорний пішак · b7 чорний слон · f7 чорний пішак · g7 чорний пішак · d6 чорний пішак · e6 чорний пішак · h6 чорний пішак · b5 чорний ферзь · g5 білий слон · h5 білий ферзь · b4 білий пішак · d4 білий пішак · e3 білий кінь · g3 біла тура · a2 білий пішак · f2 білий пішак · g2 білий пішак · h2 білий пішак · e1 біла тура · g1 білий король | 6 |
| 5 | a8 чорна тура · e8 чорна тура · f8 чорний кінь · g8 чорний король · a7 чорний пішак · b7 чорний слон · f7 чорний пішак · g7 чорний пішак · d6 чорний пішак · e6 чорний пішак · h6 чорний пішак · b5 чорний ферзь · g5 білий слон · h5 білий ферзь · b4 білий пішак · d4 білий пішак · e3 білий кінь · g3 біла тура · a2 білий пішак · f2 білий пішак · g2 білий пішак · h2 білий пішак · e1 біла тура · g1 білий король | a8 чорна тура · e8 чорна тура · f8 чорний кінь · g8 чорний король · a7 чорний пішак · b7 чорний слон · f7 чорний пішак · g7 чорний пішак · d6 чорний пішак · e6 чорний пішак · h6 чорний пішак · b5 чорний ферзь · g5 білий слон · h5 білий ферзь · b4 білий пішак · d4 білий пішак · e3 білий кінь · g3 біла тура · a2 білий пішак · f2 білий пішак · g2 білий пішак · h2 білий пішак · e1 біла тура · g1 білий король | a8 чорна тура · e8 чорна тура · f8 чорний кінь · g8 чорний король · a7 чорний пішак · b7 чорний слон · f7 чорний пішак · g7 чорний пішак · d6 чорний пішак · e6 чорний пішак · h6 чорний пішак · b5 чорний ферзь · g5 білий слон · h5 білий ферзь · b4 білий пішак · d4 білий пішак · e3 білий кінь · g3 біла тура · a2 білий пішак · f2 білий пішак · g2 білий пішак · h2 білий пішак · e1 біла тура · g1 білий король | a8 чорна тура · e8 чорна тура · f8 чорний кінь · g8 чорний король · a7 чорний пішак · b7 чорний слон · f7 чорний пішак · g7 чорний пішак · d6 чорний пішак · e6 чорний пішак · h6 чорний пішак · b5 чорний ферзь · g5 білий слон · h5 білий ферзь · b4 білий пішак · d4 білий пішак · e3 білий кінь · g3 біла тура · a2 білий пішак · f2 білий пішак · g2 білий пішак · h2 білий пішак · e1 біла тура · g1 білий король | a8 чорна тура · e8 чорна тура · f8 чорний кінь · g8 чорний король · a7 чорний пішак · b7 чорний слон · f7 чорний пішак · g7 чорний пішак · d6 чорний пішак · e6 чорний пішак · h6 чорний пішак · b5 чорний ферзь · g5 білий слон · h5 білий ферзь · b4 білий пішак · d4 білий пішак · e3 білий кінь · g3 біла тура · a2 білий пішак · f2 білий пішак · g2 білий пішак · h2 білий пішак · e1 біла тура · g1 білий король | a8 чорна тура · e8 чорна тура · f8 чорний кінь · g8 чорний король · a7 чорний пішак · b7 чорний слон · f7 чорний пішак · g7 чорний пішак · d6 чорний пішак · e6 чорний пішак · h6 чорний пішак · b5 чорний ферзь · g5 білий слон · h5 білий ферзь · b4 білий пішак · d4 білий пішак · e3 білий кінь · g3 біла тура · a2 білий пішак · f2 білий пішак · g2 білий пішак · h2 білий пішак · e1 біла тура · g1 білий король | a8 чорна тура · e8 чорна тура · f8 чорний кінь · g8 чорний король · a7 чорний пішак · b7 чорний слон · f7 чорний пішак · g7 чорний пішак · d6 чорний пішак · e6 чорний пішак · h6 чорний пішак · b5 чорний ферзь · g5 білий слон · h5 білий ферзь · b4 білий пішак · d4 білий пішак · e3 білий кінь · g3 біла тура · a2 білий пішак · f2 білий пішак · g2 білий пішак · h2 білий пішак · e1 біла тура · g1 білий король | a8 чорна тура · e8 чорна тура · f8 чорний кінь · g8 чорний король · a7 чорний пішак · b7 чорний слон · f7 чорний пішак · g7 чорний пішак · d6 чорний пішак · e6 чорний пішак · h6 чорний пішак · b5 чорний ферзь · g5 білий слон · h5 білий ферзь · b4 білий пішак · d4 білий пішак · e3 білий кінь · g3 біла тура · a2 білий пішак · f2 білий пішак · g2 білий пішак · h2 білий пішак · e1 біла тура · g1 білий король | 5 |
| 4 | a8 чорна тура · e8 чорна тура · f8 чорний кінь · g8 чорний король · a7 чорний пішак · b7 чорний слон · f7 чорний пішак · g7 чорний пішак · d6 чорний пішак · e6 чорний пішак · h6 чорний пішак · b5 чорний ферзь · g5 білий слон · h5 білий ферзь · b4 білий пішак · d4 білий пішак · e3 білий кінь · g3 біла тура · a2 білий пішак · f2 білий пішак · g2 білий пішак · h2 білий пішак · e1 біла тура · g1 білий король | a8 чорна тура · e8 чорна тура · f8 чорний кінь · g8 чорний король · a7 чорний пішак · b7 чорний слон · f7 чорний пішак · g7 чорний пішак · d6 чорний пішак · e6 чорний пішак · h6 чорний пішак · b5 чорний ферзь · g5 білий слон · h5 білий ферзь · b4 білий пішак · d4 білий пішак · e3 білий кінь · g3 біла тура · a2 білий пішак · f2 білий пішак · g2 білий пішак · h2 білий пішак · e1 біла тура · g1 білий король | a8 чорна тура · e8 чорна тура · f8 чорний кінь · g8 чорний король · a7 чорний пішак · b7 чорний слон · f7 чорний пішак · g7 чорний пішак · d6 чорний пішак · e6 чорний пішак · h6 чорний пішак · b5 чорний ферзь · g5 білий слон · h5 білий ферзь · b4 білий пішак · d4 білий пішак · e3 білий кінь · g3 біла тура · a2 білий пішак · f2 білий пішак · g2 білий пішак · h2 білий пішак · e1 біла тура · g1 білий король | a8 чорна тура · e8 чорна тура · f8 чорний кінь · g8 чорний король · a7 чорний пішак · b7 чорний слон · f7 чорний пішак · g7 чорний пішак · d6 чорний пішак · e6 чорний пішак · h6 чорний пішак · b5 чорний ферзь · g5 білий слон · h5 білий ферзь · b4 білий пішак · d4 білий пішак · e3 білий кінь · g3 біла тура · a2 білий пішак · f2 білий пішак · g2 білий пішак · h2 білий пішак · e1 біла тура · g1 білий король | a8 чорна тура · e8 чорна тура · f8 чорний кінь · g8 чорний король · a7 чорний пішак · b7 чорний слон · f7 чорний пішак · g7 чорний пішак · d6 чорний пішак · e6 чорний пішак · h6 чорний пішак · b5 чорний ферзь · g5 білий слон · h5 білий ферзь · b4 білий пішак · d4 білий пішак · e3 білий кінь · g3 біла тура · a2 білий пішак · f2 білий пішак · g2 білий пішак · h2 білий пішак · e1 біла тура · g1 білий король | a8 чорна тура · e8 чорна тура · f8 чорний кінь · g8 чорний король · a7 чорний пішак · b7 чорний слон · f7 чорний пішак · g7 чорний пішак · d6 чорний пішак · e6 чорний пішак · h6 чорний пішак · b5 чорний ферзь · g5 білий слон · h5 білий ферзь · b4 білий пішак · d4 білий пішак · e3 білий кінь · g3 біла тура · a2 білий пішак · f2 білий пішак · g2 білий пішак · h2 білий пішак · e1 біла тура · g1 білий король | a8 чорна тура · e8 чорна тура · f8 чорний кінь · g8 чорний король · a7 чорний пішак · b7 чорний слон · f7 чорний пішак · g7 чорний пішак · d6 чорний пішак · e6 чорний пішак · h6 чорний пішак · b5 чорний ферзь · g5 білий слон · h5 білий ферзь · b4 білий пішак · d4 білий пішак · e3 білий кінь · g3 біла тура · a2 білий пішак · f2 білий пішак · g2 білий пішак · h2 білий пішак · e1 біла тура · g1 білий король | a8 чорна тура · e8 чорна тура · f8 чорний кінь · g8 чорний король · a7 чорний пішак · b7 чорний слон · f7 чорний пішак · g7 чорний пішак · d6 чорний пішак · e6 чорний пішак · h6 чорний пішак · b5 чорний ферзь · g5 білий слон · h5 білий ферзь · b4 білий пішак · d4 білий пішак · e3 білий кінь · g3 біла тура · a2 білий пішак · f2 білий пішак · g2 білий пішак · h2 білий пішак · e1 біла тура · g1 білий король | 4 |
| 3 | a8 чорна тура · e8 чорна тура · f8 чорний кінь · g8 чорний король · a7 чорний пішак · b7 чорний слон · f7 чорний пішак · g7 чорний пішак · d6 чорний пішак · e6 чорний пішак · h6 чорний пішак · b5 чорний ферзь · g5 білий слон · h5 білий ферзь · b4 білий пішак · d4 білий пішак · e3 білий кінь · g3 біла тура · a2 білий пішак · f2 білий пішак · g2 білий пішак · h2 білий пішак · e1 біла тура · g1 білий король | a8 чорна тура · e8 чорна тура · f8 чорний кінь · g8 чорний король · a7 чорний пішак · b7 чорний слон · f7 чорний пішак · g7 чорний пішак · d6 чорний пішак · e6 чорний пішак · h6 чорний пішак · b5 чорний ферзь · g5 білий слон · h5 білий ферзь · b4 білий пішак · d4 білий пішак · e3 білий кінь · g3 біла тура · a2 білий пішак · f2 білий пішак · g2 білий пішак · h2 білий пішак · e1 біла тура · g1 білий король | a8 чорна тура · e8 чорна тура · f8 чорний кінь · g8 чорний король · a7 чорний пішак · b7 чорний слон · f7 чорний пішак · g7 чорний пішак · d6 чорний пішак · e6 чорний пішак · h6 чорний пішак · b5 чорний ферзь · g5 білий слон · h5 білий ферзь · b4 білий пішак · d4 білий пішак · e3 білий кінь · g3 біла тура · a2 білий пішак · f2 білий пішак · g2 білий пішак · h2 білий пішак · e1 біла тура · g1 білий король | a8 чорна тура · e8 чорна тура · f8 чорний кінь · g8 чорний король · a7 чорний пішак · b7 чорний слон · f7 чорний пішак · g7 чорний пішак · d6 чорний пішак · e6 чорний пішак · h6 чорний пішак · b5 чорний ферзь · g5 білий слон · h5 білий ферзь · b4 білий пішак · d4 білий пішак · e3 білий кінь · g3 біла тура · a2 білий пішак · f2 білий пішак · g2 білий пішак · h2 білий пішак · e1 біла тура · g1 білий король | a8 чорна тура · e8 чорна тура · f8 чорний кінь · g8 чорний король · a7 чорний пішак · b7 чорний слон · f7 чорний пішак · g7 чорний пішак · d6 чорний пішак · e6 чорний пішак · h6 чорний пішак · b5 чорний ферзь · g5 білий слон · h5 білий ферзь · b4 білий пішак · d4 білий пішак · e3 білий кінь · g3 біла тура · a2 білий пішак · f2 білий пішак · g2 білий пішак · h2 білий пішак · e1 біла тура · g1 білий король | a8 чорна тура · e8 чорна тура · f8 чорний кінь · g8 чорний король · a7 чорний пішак · b7 чорний слон · f7 чорний пішак · g7 чорний пішак · d6 чорний пішак · e6 чорний пішак · h6 чорний пішак · b5 чорний ферзь · g5 білий слон · h5 білий ферзь · b4 білий пішак · d4 білий пішак · e3 білий кінь · g3 біла тура · a2 білий пішак · f2 білий пішак · g2 білий пішак · h2 білий пішак · e1 біла тура · g1 білий король | a8 чорна тура · e8 чорна тура · f8 чорний кінь · g8 чорний король · a7 чорний пішак · b7 чорний слон · f7 чорний пішак · g7 чорний пішак · d6 чорний пішак · e6 чорний пішак · h6 чорний пішак · b5 чорний ферзь · g5 білий слон · h5 білий ферзь · b4 білий пішак · d4 білий пішак · e3 білий кінь · g3 біла тура · a2 білий пішак · f2 білий пішак · g2 білий пішак · h2 білий пішак · e1 біла тура · g1 білий король | a8 чорна тура · e8 чорна тура · f8 чорний кінь · g8 чорний король · a7 чорний пішак · b7 чорний слон · f7 чорний пішак · g7 чорний пішак · d6 чорний пішак · e6 чорний пішак · h6 чорний пішак · b5 чорний ферзь · g5 білий слон · h5 білий ферзь · b4 білий пішак · d4 білий пішак · e3 білий кінь · g3 біла тура · a2 білий пішак · f2 білий пішак · g2 білий пішак · h2 білий пішак · e1 біла тура · g1 білий король | 3 |
| 2 | a8 чорна тура · e8 чорна тура · f8 чорний кінь · g8 чорний король · a7 чорний пішак · b7 чорний слон · f7 чорний пішак · g7 чорний пішак · d6 чорний пішак · e6 чорний пішак · h6 чорний пішак · b5 чорний ферзь · g5 білий слон · h5 білий ферзь · b4 білий пішак · d4 білий пішак · e3 білий кінь · g3 біла тура · a2 білий пішак · f2 білий пішак · g2 білий пішак · h2 білий пішак · e1 біла тура · g1 білий король | a8 чорна тура · e8 чорна тура · f8 чорний кінь · g8 чорний король · a7 чорний пішак · b7 чорний слон · f7 чорний пішак · g7 чорний пішак · d6 чорний пішак · e6 чорний пішак · h6 чорний пішак · b5 чорний ферзь · g5 білий слон · h5 білий ферзь · b4 білий пішак · d4 білий пішак · e3 білий кінь · g3 біла тура · a2 білий пішак · f2 білий пішак · g2 білий пішак · h2 білий пішак · e1 біла тура · g1 білий король | a8 чорна тура · e8 чорна тура · f8 чорний кінь · g8 чорний король · a7 чорний пішак · b7 чорний слон · f7 чорний пішак · g7 чорний пішак · d6 чорний пішак · e6 чорний пішак · h6 чорний пішак · b5 чорний ферзь · g5 білий слон · h5 білий ферзь · b4 білий пішак · d4 білий пішак · e3 білий кінь · g3 біла тура · a2 білий пішак · f2 білий пішак · g2 білий пішак · h2 білий пішак · e1 біла тура · g1 білий король | a8 чорна тура · e8 чорна тура · f8 чорний кінь · g8 чорний король · a7 чорний пішак · b7 чорний слон · f7 чорний пішак · g7 чорний пішак · d6 чорний пішак · e6 чорний пішак · h6 чорний пішак · b5 чорний ферзь · g5 білий слон · h5 білий ферзь · b4 білий пішак · d4 білий пішак · e3 білий кінь · g3 біла тура · a2 білий пішак · f2 білий пішак · g2 білий пішак · h2 білий пішак · e1 біла тура · g1 білий король | a8 чорна тура · e8 чорна тура · f8 чорний кінь · g8 чорний король · a7 чорний пішак · b7 чорний слон · f7 чорний пішак · g7 чорний пішак · d6 чорний пішак · e6 чорний пішак · h6 чорний пішак · b5 чорний ферзь · g5 білий слон · h5 білий ферзь · b4 білий пішак · d4 білий пішак · e3 білий кінь · g3 біла тура · a2 білий пішак · f2 білий пішак · g2 білий пішак · h2 білий пішак · e1 біла тура · g1 білий король | a8 чорна тура · e8 чорна тура · f8 чорний кінь · g8 чорний король · a7 чорний пішак · b7 чорний слон · f7 чорний пішак · g7 чорний пішак · d6 чорний пішак · e6 чорний пішак · h6 чорний пішак · b5 чорний ферзь · g5 білий слон · h5 білий ферзь · b4 білий пішак · d4 білий пішак · e3 білий кінь · g3 біла тура · a2 білий пішак · f2 білий пішак · g2 білий пішак · h2 білий пішак · e1 біла тура · g1 білий король | a8 чорна тура · e8 чорна тура · f8 чорний кінь · g8 чорний король · a7 чорний пішак · b7 чорний слон · f7 чорний пішак · g7 чорний пішак · d6 чорний пішак · e6 чорний пішак · h6 чорний пішак · b5 чорний ферзь · g5 білий слон · h5 білий ферзь · b4 білий пішак · d4 білий пішак · e3 білий кінь · g3 біла тура · a2 білий пішак · f2 білий пішак · g2 білий пішак · h2 білий пішак · e1 біла тура · g1 білий король | a8 чорна тура · e8 чорна тура · f8 чорний кінь · g8 чорний король · a7 чорний пішак · b7 чорний слон · f7 чорний пішак · g7 чорний пішак · d6 чорний пішак · e6 чорний пішак · h6 чорний пішак · b5 чорний ферзь · g5 білий слон · h5 білий ферзь · b4 білий пішак · d4 білий пішак · e3 білий кінь · g3 біла тура · a2 білий пішак · f2 білий пішак · g2 білий пішак · h2 білий пішак · e1 біла тура · g1 білий король | 2 |
| 1 | a8 чорна тура · e8 чорна тура · f8 чорний кінь · g8 чорний король · a7 чорний пішак · b7 чорний слон · f7 чорний пішак · g7 чорний пішак · d6 чорний пішак · e6 чорний пішак · h6 чорний пішак · b5 чорний ферзь · g5 білий слон · h5 білий ферзь · b4 білий пішак · d4 білий пішак · e3 білий кінь · g3 біла тура · a2 білий пішак · f2 білий пішак · g2 білий пішак · h2 білий пішак · e1 біла тура · g1 білий король | a8 чорна тура · e8 чорна тура · f8 чорний кінь · g8 чорний король · a7 чорний пішак · b7 чорний слон · f7 чорний пішак · g7 чорний пішак · d6 чорний пішак · e6 чорний пішак · h6 чорний пішак · b5 чорний ферзь · g5 білий слон · h5 білий ферзь · b4 білий пішак · d4 білий пішак · e3 білий кінь · g3 біла тура · a2 білий пішак · f2 білий пішак · g2 білий пішак · h2 білий пішак · e1 біла тура · g1 білий король | a8 чорна тура · e8 чорна тура · f8 чорний кінь · g8 чорний король · a7 чорний пішак · b7 чорний слон · f7 чорний пішак · g7 чорний пішак · d6 чорний пішак · e6 чорний пішак · h6 чорний пішак · b5 чорний ферзь · g5 білий слон · h5 білий ферзь · b4 білий пішак · d4 білий пішак · e3 білий кінь · g3 біла тура · a2 білий пішак · f2 білий пішак · g2 білий пішак · h2 білий пішак · e1 біла тура · g1 білий король | a8 чорна тура · e8 чорна тура · f8 чорний кінь · g8 чорний король · a7 чорний пішак · b7 чорний слон · f7 чорний пішак · g7 чорний пішак · d6 чорний пішак · e6 чорний пішак · h6 чорний пішак · b5 чорний ферзь · g5 білий слон · h5 білий ферзь · b4 білий пішак · d4 білий пішак · e3 білий кінь · g3 біла тура · a2 білий пішак · f2 білий пішак · g2 білий пішак · h2 білий пішак · e1 біла тура · g1 білий король | a8 чорна тура · e8 чорна тура · f8 чорний кінь · g8 чорний король · a7 чорний пішак · b7 чорний слон · f7 чорний пішак · g7 чорний пішак · d6 чорний пішак · e6 чорний пішак · h6 чорний пішак · b5 чорний ферзь · g5 білий слон · h5 білий ферзь · b4 білий пішак · d4 білий пішак · e3 білий кінь · g3 біла тура · a2 білий пішак · f2 білий пішак · g2 білий пішак · h2 білий пішак · e1 біла тура · g1 білий король | a8 чорна тура · e8 чорна тура · f8 чорний кінь · g8 чорний король · a7 чорний пішак · b7 чорний слон · f7 чорний пішак · g7 чорний пішак · d6 чорний пішак · e6 чорний пішак · h6 чорний пішак · b5 чорний ферзь · g5 білий слон · h5 білий ферзь · b4 білий пішак · d4 білий пішак · e3 білий кінь · g3 біла тура · a2 білий пішак · f2 білий пішак · g2 білий пішак · h2 білий пішак · e1 біла тура · g1 білий король | a8 чорна тура · e8 чорна тура · f8 чорний кінь · g8 чорний король · a7 чорний пішак · b7 чорний слон · f7 чорний пішак · g7 чорний пішак · d6 чорний пішак · e6 чорний пішак · h6 чорний пішак · b5 чорний ферзь · g5 білий слон · h5 білий ферзь · b4 білий пішак · d4 білий пішак · e3 білий кінь · g3 біла тура · a2 білий пішак · f2 білий пішак · g2 білий пішак · h2 білий пішак · e1 біла тура · g1 білий король | a8 чорна тура · e8 чорна тура · f8 чорний кінь · g8 чорний король · a7 чорний пішак · b7 чорний слон · f7 чорний пішак · g7 чорний пішак · d6 чорний пішак · e6 чорний пішак · h6 чорний пішак · b5 чорний ферзь · g5 білий слон · h5 білий ферзь · b4 білий пішак · d4 білий пішак · e3 білий кінь · g3 біла тура · a2 білий пішак · f2 білий пішак · g2 білий пішак · h2 білий пішак · e1 біла тура · g1 білий король | 1 |
|   | a | b | c | d | e | f | g | h |   |

У грі на діаграмі справа, Карлос Торре використав  тактику млина проти  Емануїла Ласкера і таким чином виграв два пішаки і слона, досягнувши виграшного ендшпілю (хоча й був змушений віддати назад слона). Хід 25. Bf6! підвісив ферзя, який став під бій ферзя суперника, але слон і тура утворили млин. Чорні вимушені прийняти жертву, оскільки їх власний незахищений ферзь також виявився підвішеним, і будь-яка спроба завадити млину призведе до втрати ферзя. Потім 25. … Qxh5 26. Rxg7+ Kh8 27. Rxf7+ відкритий шах слоном. Білі просто чергують шахи та відкриті шахи, забираючи всі фігури, які може побити тура. 27. …Kg8 28. Rg7+ Kh8 29. Rxb7+ Kg8 30. Rg7+ Kh8 31. Rg5+ Kh7 32. Rxh5 білі закінчують млин повертаючи назад ферзя.
Іншим прикладом є  Гра століття Боббі Фішера, з 18-го по 23-й хід. У цьому випадку кінь і слон.
Ситуація на діаграмі знизу добре ілюструє млин.
|   | a | b | c | d | e | f | g | h |   |
| 8 | f8 чорний кінь · h8 чорний король · b7 чорний слон · c7 чорний кінь · d7 чорний слон · e7 чорний кінь · f7 чорний слон · g7 біла тура · g6 чорний слон · h6 чорний кінь · g5 чорний кінь · g4 чорний слон · c3 білий слон · g3 чорний кінь · b2 білий король · g2 чорний слон · a1 чорна тура | f8 чорний кінь · h8 чорний король · b7 чорний слон · c7 чорний кінь · d7 чорний слон · e7 чорний кінь · f7 чорний слон · g7 біла тура · g6 чорний слон · h6 чорний кінь · g5 чорний кінь · g4 чорний слон · c3 білий слон · g3 чорний кінь · b2 білий король · g2 чорний слон · a1 чорна тура | f8 чорний кінь · h8 чорний король · b7 чорний слон · c7 чорний кінь · d7 чорний слон · e7 чорний кінь · f7 чорний слон · g7 біла тура · g6 чорний слон · h6 чорний кінь · g5 чорний кінь · g4 чорний слон · c3 білий слон · g3 чорний кінь · b2 білий король · g2 чорний слон · a1 чорна тура | f8 чорний кінь · h8 чорний король · b7 чорний слон · c7 чорний кінь · d7 чорний слон · e7 чорний кінь · f7 чорний слон · g7 біла тура · g6 чорний слон · h6 чорний кінь · g5 чорний кінь · g4 чорний слон · c3 білий слон · g3 чорний кінь · b2 білий король · g2 чорний слон · a1 чорна тура | f8 чорний кінь · h8 чорний король · b7 чорний слон · c7 чорний кінь · d7 чорний слон · e7 чорний кінь · f7 чорний слон · g7 біла тура · g6 чорний слон · h6 чорний кінь · g5 чорний кінь · g4 чорний слон · c3 білий слон · g3 чорний кінь · b2 білий король · g2 чорний слон · a1 чорна тура | f8 чорний кінь · h8 чорний король · b7 чорний слон · c7 чорний кінь · d7 чорний слон · e7 чорний кінь · f7 чорний слон · g7 біла тура · g6 чорний слон · h6 чорний кінь · g5 чорний кінь · g4 чорний слон · c3 білий слон · g3 чорний кінь · b2 білий король · g2 чорний слон · a1 чорна тура | f8 чорний кінь · h8 чорний король · b7 чорний слон · c7 чорний кінь · d7 чорний слон · e7 чорний кінь · f7 чорний слон · g7 біла тура · g6 чорний слон · h6 чорний кінь · g5 чорний кінь · g4 чорний слон · c3 білий слон · g3 чорний кінь · b2 білий король · g2 чорний слон · a1 чорна тура | f8 чорний кінь · h8 чорний король · b7 чорний слон · c7 чорний кінь · d7 чорний слон · e7 чорний кінь · f7 чорний слон · g7 біла тура · g6 чорний слон · h6 чорний кінь · g5 чорний кінь · g4 чорний слон · c3 білий слон · g3 чорний кінь · b2 білий король · g2 чорний слон · a1 чорна тура | 8 |
| 7 | f8 чорний кінь · h8 чорний король · b7 чорний слон · c7 чорний кінь · d7 чорний слон · e7 чорний кінь · f7 чорний слон · g7 біла тура · g6 чорний слон · h6 чорний кінь · g5 чорний кінь · g4 чорний слон · c3 білий слон · g3 чорний кінь · b2 білий король · g2 чорний слон · a1 чорна тура | f8 чорний кінь · h8 чорний король · b7 чорний слон · c7 чорний кінь · d7 чорний слон · e7 чорний кінь · f7 чорний слон · g7 біла тура · g6 чорний слон · h6 чорний кінь · g5 чорний кінь · g4 чорний слон · c3 білий слон · g3 чорний кінь · b2 білий король · g2 чорний слон · a1 чорна тура | f8 чорний кінь · h8 чорний король · b7 чорний слон · c7 чорний кінь · d7 чорний слон · e7 чорний кінь · f7 чорний слон · g7 біла тура · g6 чорний слон · h6 чорний кінь · g5 чорний кінь · g4 чорний слон · c3 білий слон · g3 чорний кінь · b2 білий король · g2 чорний слон · a1 чорна тура | f8 чорний кінь · h8 чорний король · b7 чорний слон · c7 чорний кінь · d7 чорний слон · e7 чорний кінь · f7 чорний слон · g7 біла тура · g6 чорний слон · h6 чорний кінь · g5 чорний кінь · g4 чорний слон · c3 білий слон · g3 чорний кінь · b2 білий король · g2 чорний слон · a1 чорна тура | f8 чорний кінь · h8 чорний король · b7 чорний слон · c7 чорний кінь · d7 чорний слон · e7 чорний кінь · f7 чорний слон · g7 біла тура · g6 чорний слон · h6 чорний кінь · g5 чорний кінь · g4 чорний слон · c3 білий слон · g3 чорний кінь · b2 білий король · g2 чорний слон · a1 чорна тура | f8 чорний кінь · h8 чорний король · b7 чорний слон · c7 чорний кінь · d7 чорний слон · e7 чорний кінь · f7 чорний слон · g7 біла тура · g6 чорний слон · h6 чорний кінь · g5 чорний кінь · g4 чорний слон · c3 білий слон · g3 чорний кінь · b2 білий король · g2 чорний слон · a1 чорна тура | f8 чорний кінь · h8 чорний король · b7 чорний слон · c7 чорний кінь · d7 чорний слон · e7 чорний кінь · f7 чорний слон · g7 біла тура · g6 чорний слон · h6 чорний кінь · g5 чорний кінь · g4 чорний слон · c3 білий слон · g3 чорний кінь · b2 білий король · g2 чорний слон · a1 чорна тура | f8 чорний кінь · h8 чорний король · b7 чорний слон · c7 чорний кінь · d7 чорний слон · e7 чорний кінь · f7 чорний слон · g7 біла тура · g6 чорний слон · h6 чорний кінь · g5 чорний кінь · g4 чорний слон · c3 білий слон · g3 чорний кінь · b2 білий король · g2 чорний слон · a1 чорна тура | 7 |
| 6 | f8 чорний кінь · h8 чорний король · b7 чорний слон · c7 чорний кінь · d7 чорний слон · e7 чорний кінь · f7 чорний слон · g7 біла тура · g6 чорний слон · h6 чорний кінь · g5 чорний кінь · g4 чорний слон · c3 білий слон · g3 чорний кінь · b2 білий король · g2 чорний слон · a1 чорна тура | f8 чорний кінь · h8 чорний король · b7 чорний слон · c7 чорний кінь · d7 чорний слон · e7 чорний кінь · f7 чорний слон · g7 біла тура · g6 чорний слон · h6 чорний кінь · g5 чорний кінь · g4 чорний слон · c3 білий слон · g3 чорний кінь · b2 білий король · g2 чорний слон · a1 чорна тура | f8 чорний кінь · h8 чорний король · b7 чорний слон · c7 чорний кінь · d7 чорний слон · e7 чорний кінь · f7 чорний слон · g7 біла тура · g6 чорний слон · h6 чорний кінь · g5 чорний кінь · g4 чорний слон · c3 білий слон · g3 чорний кінь · b2 білий король · g2 чорний слон · a1 чорна тура | f8 чорний кінь · h8 чорний король · b7 чорний слон · c7 чорний кінь · d7 чорний слон · e7 чорний кінь · f7 чорний слон · g7 біла тура · g6 чорний слон · h6 чорний кінь · g5 чорний кінь · g4 чорний слон · c3 білий слон · g3 чорний кінь · b2 білий король · g2 чорний слон · a1 чорна тура | f8 чорний кінь · h8 чорний король · b7 чорний слон · c7 чорний кінь · d7 чорний слон · e7 чорний кінь · f7 чорний слон · g7 біла тура · g6 чорний слон · h6 чорний кінь · g5 чорний кінь · g4 чорний слон · c3 білий слон · g3 чорний кінь · b2 білий король · g2 чорний слон · a1 чорна тура | f8 чорний кінь · h8 чорний король · b7 чорний слон · c7 чорний кінь · d7 чорний слон · e7 чорний кінь · f7 чорний слон · g7 біла тура · g6 чорний слон · h6 чорний кінь · g5 чорний кінь · g4 чорний слон · c3 білий слон · g3 чорний кінь · b2 білий король · g2 чорний слон · a1 чорна тура | f8 чорний кінь · h8 чорний король · b7 чорний слон · c7 чорний кінь · d7 чорний слон · e7 чорний кінь · f7 чорний слон · g7 біла тура · g6 чорний слон · h6 чорний кінь · g5 чорний кінь · g4 чорний слон · c3 білий слон · g3 чорний кінь · b2 білий король · g2 чорний слон · a1 чорна тура | f8 чорний кінь · h8 чорний король · b7 чорний слон · c7 чорний кінь · d7 чорний слон · e7 чорний кінь · f7 чорний слон · g7 біла тура · g6 чорний слон · h6 чорний кінь · g5 чорний кінь · g4 чорний слон · c3 білий слон · g3 чорний кінь · b2 білий король · g2 чорний слон · a1 чорна тура | 6 |
| 5 | f8 чорний кінь · h8 чорний король · b7 чорний слон · c7 чорний кінь · d7 чорний слон · e7 чорний кінь · f7 чорний слон · g7 біла тура · g6 чорний слон · h6 чорний кінь · g5 чорний кінь · g4 чорний слон · c3 білий слон · g3 чорний кінь · b2 білий король · g2 чорний слон · a1 чорна тура | f8 чорний кінь · h8 чорний король · b7 чорний слон · c7 чорний кінь · d7 чорний слон · e7 чорний кінь · f7 чорний слон · g7 біла тура · g6 чорний слон · h6 чорний кінь · g5 чорний кінь · g4 чорний слон · c3 білий слон · g3 чорний кінь · b2 білий король · g2 чорний слон · a1 чорна тура | f8 чорний кінь · h8 чорний король · b7 чорний слон · c7 чорний кінь · d7 чорний слон · e7 чорний кінь · f7 чорний слон · g7 біла тура · g6 чорний слон · h6 чорний кінь · g5 чорний кінь · g4 чорний слон · c3 білий слон · g3 чорний кінь · b2 білий король · g2 чорний слон · a1 чорна тура | f8 чорний кінь · h8 чорний король · b7 чорний слон · c7 чорний кінь · d7 чорний слон · e7 чорний кінь · f7 чорний слон · g7 біла тура · g6 чорний слон · h6 чорний кінь · g5 чорний кінь · g4 чорний слон · c3 білий слон · g3 чорний кінь · b2 білий король · g2 чорний слон · a1 чорна тура | f8 чорний кінь · h8 чорний король · b7 чорний слон · c7 чорний кінь · d7 чорний слон · e7 чорний кінь · f7 чорний слон · g7 біла тура · g6 чорний слон · h6 чорний кінь · g5 чорний кінь · g4 чорний слон · c3 білий слон · g3 чорний кінь · b2 білий король · g2 чорний слон · a1 чорна тура | f8 чорний кінь · h8 чорний король · b7 чорний слон · c7 чорний кінь · d7 чорний слон · e7 чорний кінь · f7 чорний слон · g7 біла тура · g6 чорний слон · h6 чорний кінь · g5 чорний кінь · g4 чорний слон · c3 білий слон · g3 чорний кінь · b2 білий король · g2 чорний слон · a1 чорна тура | f8 чорний кінь · h8 чорний король · b7 чорний слон · c7 чорний кінь · d7 чорний слон · e7 чорний кінь · f7 чорний слон · g7 біла тура · g6 чорний слон · h6 чорний кінь · g5 чорний кінь · g4 чорний слон · c3 білий слон · g3 чорний кінь · b2 білий король · g2 чорний слон · a1 чорна тура | f8 чорний кінь · h8 чорний король · b7 чорний слон · c7 чорний кінь · d7 чорний слон · e7 чорний кінь · f7 чорний слон · g7 біла тура · g6 чорний слон · h6 чорний кінь · g5 чорний кінь · g4 чорний слон · c3 білий слон · g3 чорний кінь · b2 білий король · g2 чорний слон · a1 чорна тура | 5 |
| 4 | f8 чорний кінь · h8 чорний король · b7 чорний слон · c7 чорний кінь · d7 чорний слон · e7 чорний кінь · f7 чорний слон · g7 біла тура · g6 чорний слон · h6 чорний кінь · g5 чорний кінь · g4 чорний слон · c3 білий слон · g3 чорний кінь · b2 білий король · g2 чорний слон · a1 чорна тура | f8 чорний кінь · h8 чорний король · b7 чорний слон · c7 чорний кінь · d7 чорний слон · e7 чорний кінь · f7 чорний слон · g7 біла тура · g6 чорний слон · h6 чорний кінь · g5 чорний кінь · g4 чорний слон · c3 білий слон · g3 чорний кінь · b2 білий король · g2 чорний слон · a1 чорна тура | f8 чорний кінь · h8 чорний король · b7 чорний слон · c7 чорний кінь · d7 чорний слон · e7 чорний кінь · f7 чорний слон · g7 біла тура · g6 чорний слон · h6 чорний кінь · g5 чорний кінь · g4 чорний слон · c3 білий слон · g3 чорний кінь · b2 білий король · g2 чорний слон · a1 чорна тура | f8 чорний кінь · h8 чорний король · b7 чорний слон · c7 чорний кінь · d7 чорний слон · e7 чорний кінь · f7 чорний слон · g7 біла тура · g6 чорний слон · h6 чорний кінь · g5 чорний кінь · g4 чорний слон · c3 білий слон · g3 чорний кінь · b2 білий король · g2 чорний слон · a1 чорна тура | f8 чорний кінь · h8 чорний король · b7 чорний слон · c7 чорний кінь · d7 чорний слон · e7 чорний кінь · f7 чорний слон · g7 біла тура · g6 чорний слон · h6 чорний кінь · g5 чорний кінь · g4 чорний слон · c3 білий слон · g3 чорний кінь · b2 білий король · g2 чорний слон · a1 чорна тура | f8 чорний кінь · h8 чорний король · b7 чорний слон · c7 чорний кінь · d7 чорний слон · e7 чорний кінь · f7 чорний слон · g7 біла тура · g6 чорний слон · h6 чорний кінь · g5 чорний кінь · g4 чорний слон · c3 білий слон · g3 чорний кінь · b2 білий король · g2 чорний слон · a1 чорна тура | f8 чорний кінь · h8 чорний король · b7 чорний слон · c7 чорний кінь · d7 чорний слон · e7 чорний кінь · f7 чорний слон · g7 біла тура · g6 чорний слон · h6 чорний кінь · g5 чорний кінь · g4 чорний слон · c3 білий слон · g3 чорний кінь · b2 білий король · g2 чорний слон · a1 чорна тура | f8 чорний кінь · h8 чорний король · b7 чорний слон · c7 чорний кінь · d7 чорний слон · e7 чорний кінь · f7 чорний слон · g7 біла тура · g6 чорний слон · h6 чорний кінь · g5 чорний кінь · g4 чорний слон · c3 білий слон · g3 чорний кінь · b2 білий король · g2 чорний слон · a1 чорна тура | 4 |
| 3 | f8 чорний кінь · h8 чорний король · b7 чорний слон · c7 чорний кінь · d7 чорний слон · e7 чорний кінь · f7 чорний слон · g7 біла тура · g6 чорний слон · h6 чорний кінь · g5 чорний кінь · g4 чорний слон · c3 білий слон · g3 чорний кінь · b2 білий король · g2 чорний слон · a1 чорна тура | f8 чорний кінь · h8 чорний король · b7 чорний слон · c7 чорний кінь · d7 чорний слон · e7 чорний кінь · f7 чорний слон · g7 біла тура · g6 чорний слон · h6 чорний кінь · g5 чорний кінь · g4 чорний слон · c3 білий слон · g3 чорний кінь · b2 білий король · g2 чорний слон · a1 чорна тура | f8 чорний кінь · h8 чорний король · b7 чорний слон · c7 чорний кінь · d7 чорний слон · e7 чорний кінь · f7 чорний слон · g7 біла тура · g6 чорний слон · h6 чорний кінь · g5 чорний кінь · g4 чорний слон · c3 білий слон · g3 чорний кінь · b2 білий король · g2 чорний слон · a1 чорна тура | f8 чорний кінь · h8 чорний король · b7 чорний слон · c7 чорний кінь · d7 чорний слон · e7 чорний кінь · f7 чорний слон · g7 біла тура · g6 чорний слон · h6 чорний кінь · g5 чорний кінь · g4 чорний слон · c3 білий слон · g3 чорний кінь · b2 білий король · g2 чорний слон · a1 чорна тура | f8 чорний кінь · h8 чорний король · b7 чорний слон · c7 чорний кінь · d7 чорний слон · e7 чорний кінь · f7 чорний слон · g7 біла тура · g6 чорний слон · h6 чорний кінь · g5 чорний кінь · g4 чорний слон · c3 білий слон · g3 чорний кінь · b2 білий король · g2 чорний слон · a1 чорна тура | f8 чорний кінь · h8 чорний король · b7 чорний слон · c7 чорний кінь · d7 чорний слон · e7 чорний кінь · f7 чорний слон · g7 біла тура · g6 чорний слон · h6 чорний кінь · g5 чорний кінь · g4 чорний слон · c3 білий слон · g3 чорний кінь · b2 білий король · g2 чорний слон · a1 чорна тура | f8 чорний кінь · h8 чорний король · b7 чорний слон · c7 чорний кінь · d7 чорний слон · e7 чорний кінь · f7 чорний слон · g7 біла тура · g6 чорний слон · h6 чорний кінь · g5 чорний кінь · g4 чорний слон · c3 білий слон · g3 чорний кінь · b2 білий король · g2 чорний слон · a1 чорна тура | f8 чорний кінь · h8 чорний король · b7 чорний слон · c7 чорний кінь · d7 чорний слон · e7 чорний кінь · f7 чорний слон · g7 біла тура · g6 чорний слон · h6 чорний кінь · g5 чорний кінь · g4 чорний слон · c3 білий слон · g3 чорний кінь · b2 білий король · g2 чорний слон · a1 чорна тура | 3 |
| 2 | f8 чорний кінь · h8 чорний король · b7 чорний слон · c7 чорний кінь · d7 чорний слон · e7 чорний кінь · f7 чорний слон · g7 біла тура · g6 чорний слон · h6 чорний кінь · g5 чорний кінь · g4 чорний слон · c3 білий слон · g3 чорний кінь · b2 білий король · g2 чорний слон · a1 чорна тура | f8 чорний кінь · h8 чорний король · b7 чорний слон · c7 чорний кінь · d7 чорний слон · e7 чорний кінь · f7 чорний слон · g7 біла тура · g6 чорний слон · h6 чорний кінь · g5 чорний кінь · g4 чорний слон · c3 білий слон · g3 чорний кінь · b2 білий король · g2 чорний слон · a1 чорна тура | f8 чорний кінь · h8 чорний король · b7 чорний слон · c7 чорний кінь · d7 чорний слон · e7 чорний кінь · f7 чорний слон · g7 біла тура · g6 чорний слон · h6 чорний кінь · g5 чорний кінь · g4 чорний слон · c3 білий слон · g3 чорний кінь · b2 білий король · g2 чорний слон · a1 чорна тура | f8 чорний кінь · h8 чорний король · b7 чорний слон · c7 чорний кінь · d7 чорний слон · e7 чорний кінь · f7 чорний слон · g7 біла тура · g6 чорний слон · h6 чорний кінь · g5 чорний кінь · g4 чорний слон · c3 білий слон · g3 чорний кінь · b2 білий король · g2 чорний слон · a1 чорна тура | f8 чорний кінь · h8 чорний король · b7 чорний слон · c7 чорний кінь · d7 чорний слон · e7 чорний кінь · f7 чорний слон · g7 біла тура · g6 чорний слон · h6 чорний кінь · g5 чорний кінь · g4 чорний слон · c3 білий слон · g3 чорний кінь · b2 білий король · g2 чорний слон · a1 чорна тура | f8 чорний кінь · h8 чорний король · b7 чорний слон · c7 чорний кінь · d7 чорний слон · e7 чорний кінь · f7 чорний слон · g7 біла тура · g6 чорний слон · h6 чорний кінь · g5 чорний кінь · g4 чорний слон · c3 білий слон · g3 чорний кінь · b2 білий король · g2 чорний слон · a1 чорна тура | f8 чорний кінь · h8 чорний король · b7 чорний слон · c7 чорний кінь · d7 чорний слон · e7 чорний кінь · f7 чорний слон · g7 біла тура · g6 чорний слон · h6 чорний кінь · g5 чорний кінь · g4 чорний слон · c3 білий слон · g3 чорний кінь · b2 білий король · g2 чорний слон · a1 чорна тура | f8 чорний кінь · h8 чорний король · b7 чорний слон · c7 чорний кінь · d7 чорний слон · e7 чорний кінь · f7 чорний слон · g7 біла тура · g6 чорний слон · h6 чорний кінь · g5 чорний кінь · g4 чорний слон · c3 білий слон · g3 чорний кінь · b2 білий король · g2 чорний слон · a1 чорна тура | 2 |
| 1 | f8 чорний кінь · h8 чорний король · b7 чорний слон · c7 чорний кінь · d7 чорний слон · e7 чорний кінь · f7 чорний слон · g7 біла тура · g6 чорний слон · h6 чорний кінь · g5 чорний кінь · g4 чорний слон · c3 білий слон · g3 чорний кінь · b2 білий король · g2 чорний слон · a1 чорна тура | f8 чорний кінь · h8 чорний король · b7 чорний слон · c7 чорний кінь · d7 чорний слон · e7 чорний кінь · f7 чорний слон · g7 біла тура · g6 чорний слон · h6 чорний кінь · g5 чорний кінь · g4 чорний слон · c3 білий слон · g3 чорний кінь · b2 білий король · g2 чорний слон · a1 чорна тура | f8 чорний кінь · h8 чорний король · b7 чорний слон · c7 чорний кінь · d7 чорний слон · e7 чорний кінь · f7 чорний слон · g7 біла тура · g6 чорний слон · h6 чорний кінь · g5 чорний кінь · g4 чорний слон · c3 білий слон · g3 чорний кінь · b2 білий король · g2 чорний слон · a1 чорна тура | f8 чорний кінь · h8 чорний король · b7 чорний слон · c7 чорний кінь · d7 чорний слон · e7 чорний кінь · f7 чорний слон · g7 біла тура · g6 чорний слон · h6 чорний кінь · g5 чорний кінь · g4 чорний слон · c3 білий слон · g3 чорний кінь · b2 білий король · g2 чорний слон · a1 чорна тура | f8 чорний кінь · h8 чорний король · b7 чорний слон · c7 чорний кінь · d7 чорний слон · e7 чорний кінь · f7 чорний слон · g7 біла тура · g6 чорний слон · h6 чорний кінь · g5 чорний кінь · g4 чорний слон · c3 білий слон · g3 чорний кінь · b2 білий король · g2 чорний слон · a1 чорна тура | f8 чорний кінь · h8 чорний король · b7 чорний слон · c7 чорний кінь · d7 чорний слон · e7 чорний кінь · f7 чорний слон · g7 біла тура · g6 чорний слон · h6 чорний кінь · g5 чорний кінь · g4 чорний слон · c3 білий слон · g3 чорний кінь · b2 білий король · g2 чорний слон · a1 чорна тура | f8 чорний кінь · h8 чорний король · b7 чорний слон · c7 чорний кінь · d7 чорний слон · e7 чорний кінь · f7 чорний слон · g7 біла тура · g6 чорний слон · h6 чорний кінь · g5 чорний кінь · g4 чорний слон · c3 білий слон · g3 чорний кінь · b2 білий король · g2 чорний слон · a1 чорна тура | f8 чорний кінь · h8 чорний король · b7 чорний слон · c7 чорний кінь · d7 чорний слон · e7 чорний кінь · f7 чорний слон · g7 біла тура · g6 чорний слон · h6 чорний кінь · g5 чорний кінь · g4 чорний слон · c3 білий слон · g3 чорний кінь · b2 білий король · g2 чорний слон · a1 чорна тура | 1 |
|   | a | b | c | d | e | f | g | h |   |

Далі може бути: 1. Rxg6+ Kh7 2. Rg7+ Kh8 3. Rxg5+ Kh7 4. Rg7+ Kh8 5. Rxf7+ Kg8 6. Rg7+ Kh8 7. Rxe7+ Kg8 8. Rg7+ Kh8 9. Rxg4+ Kh7 10. Rg7+ Kh8 11. Rxg3+ Kh7 12. Rg7+ Kh8 13. Rxd7+ Kg8 14. Rg7+ Kh8 15. Rxc7+ Kg8 16. Rg7+ Kh8 17. Rxb7+ Kg8 18. Rg7+ Kh8 19. Rxg2+ Kh7 20. Rg7+ Kh8 21. Kxa1 і тепер у чорних залишилось двоє коней одного з яких вони мусять віддати (на f8 або h6).